# Sylvilagus robustus
Sylvilagus robustus är en däggdjursart som först beskrevs av Bailey 1905.  Sylvilagus robustus ingår i släktet bomullssvanskaniner, och familjen harar och kaniner. IUCN kategoriserar arten globalt som starkt hotad. Inga underarter finns listade i Catalogue of Life.
Arten förekommer i en bergstrakt i gränsområdet mellan Mexiko och USA (Texas). Den vistas i regioner som ligger minst 1500 meter över havet. Sylvilagus robustus lever i landskap med städsegröna buskar eller träd. Den blir 37,5 till 46,3 cm lång (huvud och bål). Arten har troligen samma levnadssätt som Sylvilagus floridanus.
Denna bomullssvanskanin väger 745 till 1200 g, har cirka 103 mm långa bakfötter och 87 till 104 mm långa öron. Tandformeln är I 2/1 C 0/0 P 3/2 M 3/3, alltså 28 tänder.